# Lower Beverley Lake
Lower Beverley Lake är en sjö i Kanada.   Den ligger i countyt United Counties of Leeds and Grenville och provinsen Ontario, i den sydöstra delen av landet, 100 km söder om huvudstaden Ottawa. Lower Beverley Lake ligger 88 meter över havet. Arean är 7,7 kvadratkilometer. Den sträcker sig 6,4 kilometer i nord-sydlig riktning, och 4,9 kilometer i öst-västlig riktning.
Omgivningarna runt Lower Beverley Lake är en mosaik av jordbruksmark och naturlig växtlighet. Runt Lower Beverley Lake är det glesbefolkat, med 11 invånare per kvadratkilometer.